# Salterio (strumento musicale)
Il salterio è uno strumento musicale a corde, suonato dagli Ebrei già al tempo del re Davide, la cui origine risale almeno al X secolo a.C. Ci sono molte varianti di questo strumento, stante la sua datazione e diffusione in tutto il mondo. Generalmente viene suonato pizzicando le corde direttamente con le dita o percuotendole con mazzuoli di legno duro. Si tratta di uno strumento sufficientemente piccolo da essere portatile; quindi molto utilizzato anche per accompagnare il canto.

## Varianti

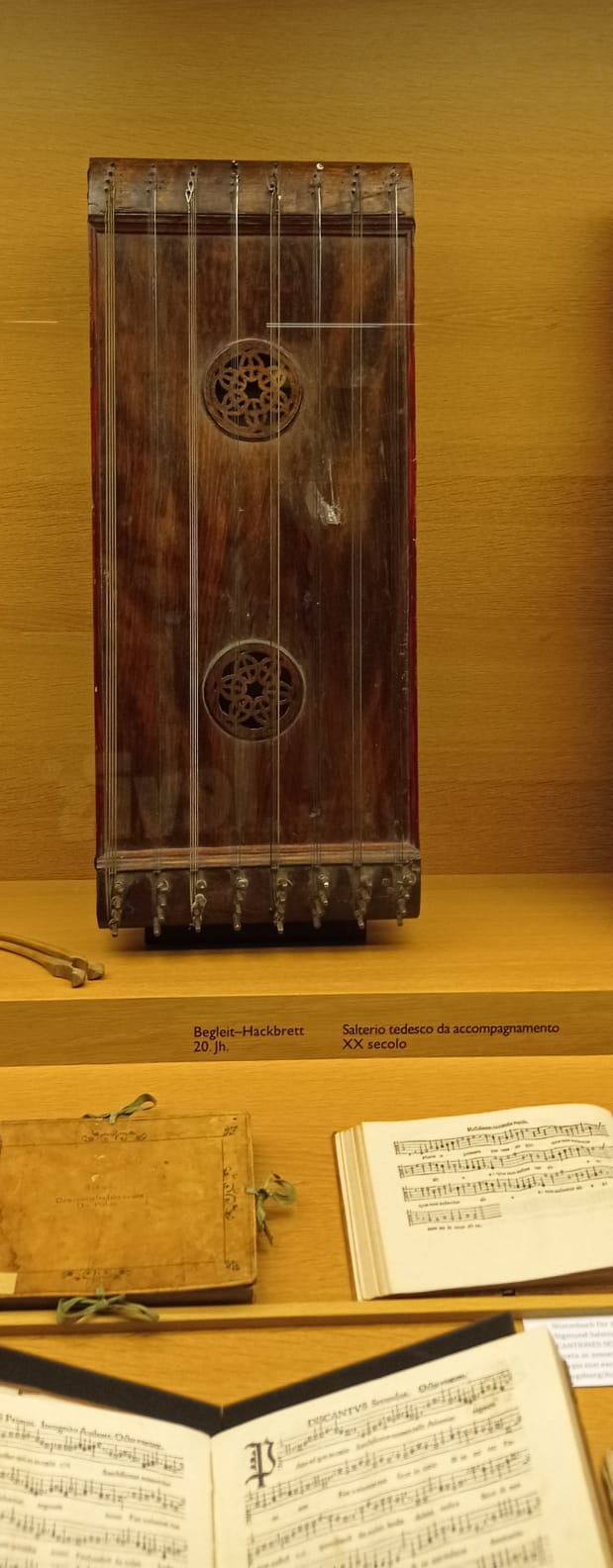
Un salterio tedesco da accompagnamento del XX secolo esposto all'Abbazia di Novacella.

- Il salterio a pizzico (cetra) normalmente si presenta a forma trapezoidale, con due ordini di corde in corrispondenza dei lati obliqui, e le corde abbastanza distanziate per essere suonate a pizzico. Lo spazio tra i due ordini di corde era utilizzato (e lo è ancora presso certi monasteri soprattutto femminili in Umbria e nelle Marche) per l'inserimento del libro dei salmi, che non a caso si chiama anche salterio, salmi che si intonavano utilizzando lo strumento come accompagnamento. Questo strumento è usato dal musicista statunitense Vince Conaway.
- Il Salterio ad arco (o cetra triangolare) è solitamente di forma triangolare, le corde sono molto più ravvicinate e su uno stesso piano, e si utilizza un arco simile a quello dei normali strumenti ad arco per sfregamento sulla relativa corda, raggiungibile per differenza di lunghezza dalle note adiacenti.
- Il salterio a percussione, come ad esempio il cimbalom ungherese, è un salterio in cui le corde sono percosse con leggeri martelletti ricoperti di stoppa o cuoio. Si può trovare con varianti celtiche, francesi ed italiane a partire dal XV secolo. Questo sarà lo strumento dal quale, applicandovi una tastiera, si svilupperà poi il meccanismo del pianoforte. Del periodo tra la fine del XV secolo ed all'inizio del successivo, si conoscono due forme di salterio a percussione, una a quadrangolare ed una triangolare. Entrambe avevano una cassa di risonanza piuttosto bassa, dotata di due fori di risonanza (rosette) e di corde metalliche. Essi venivano suonati orizzontalmente, posati sulle ginocchia o su un tavolo, o ancora tenuti sul petto per mezzo di una tracolla. Secondo l'illustrazione contenuta nel Syntagma musicum di Michael Praetorius, le corde erano tese alternativamente su due ponticelli, posti uno davanti all'altro, in modo da incrociarle[2].

Alcuni salteri hanno dei ponticelli mobili che possono essere spostati per dare alla corda particolari "ventri" di vibrazioni e quindi particolari suoni.